# Article 49 de la Constitution de la Cinquième République française
Pour un article plus général, voir Constitution française du 4 octobre 1958.
Article 48 Article 50
L'article 49 de la Constitution de la Cinquième République française fait partie du Titre V de la Constitution française du 4 octobre 1958 : « Des rapports entre le Parlement et le Gouvernement » (articles 34 à 51). Il organise la responsabilité politique du Gouvernement devant le Parlement. En cela, il donne à la Constitution de la Cinquième République un des traits principaux d'un régime parlementaire. Il s'agit cependant d'un parlementarisme rationalisé, c’est-à-dire cherchant à assurer la stabilité du gouvernement. Il réutilise, en les renforçant, des éléments déjà présents dans la Constitution de la IVe République et introduit, par son alinéa 3, une disposition originale, sans équivalent dans des constitutions antérieures ou à l'étranger, et fournissant une arme très puissante au Gouvernement. Ces dispositions visent à apporter au pays la stabilité gouvernementale qui lui faisait défaut en protégeant le Gouvernement de majorités de circonstance qui défaisaient les gouvernements au gré des alliances, tout en étant incapables de proposer une alternative.
L'article comprend quatre alinéas et constitue l'un des éléments forts pour éviter les crises ministérielles, telles que la France les a connues sous la IVe République. Il organise :
- l'engagement de responsabilité sur un programme ou une déclaration de politique générale (distinct de la « question de confiance », qui a disparu sous la Cinquième République) à l'initiative du Gouvernement ;
- la motion de censure à l'initiative de l'Assemblée nationale ;
- l'engagement de responsabilité sur un texte, qui permet au Gouvernement de forcer l'adoption d'un texte, sauf si l'Assemblée est prête à le renverser par le biais de la motion de censure ;
- la possibilité enfin pour le Gouvernement de demander l'approbation de sa politique par le Sénat, cette dernière ou son refus éventuel étant dépourvus d'effets juridiques.

L'article 49 alinéa 2, dit de « censure spontanée » (par opposition à l'alinéa suivant, où la censure est en quelque sorte « provoquée » par le Gouvernement), qui impose l'adoption de la motion par la majorité absolue des membres, change la charge de la preuve et force l'Assemblée à démontrer qu'il y a un rejet effectif du Gouvernement en explicitant les causes dans le texte de la motion. Le Gouvernement ne peut être renversé avec le concours d'indécis qui se contenteraient de s'abstenir. L'article 49 alinéa 2 n'a abouti qu'une seule fois, en octobre 1962 contre le premier gouvernement Georges Pompidou, qui a été aussitôt reconduit et soutenu par une nouvelle majorité issue d'élections législatives anticipées après la dissolution parlementaire décidée par le président Charles de Gaulle.
L'article 49 alinéa 3, dit de « censure provoquée », permet au Gouvernement, au cours des débats sur un texte qu’il présente, d’engager sa responsabilité. Le texte est alors considéré comme adopté en l’absence de vote, sauf si une motion de censure est déposée contre le Gouvernement dans les 24 heures, dans les mêmes conditions que celles prévues au deuxième alinéa. Une telle motion doit être déposée par un dixième au moins des députés et n’est adoptée que si elle est votée par la majorité absolue de l'Assemblée nationale. L’adoption de la motion entraîne à la fois la démission du Gouvernement et le rejet du texte. Cette pratique a été utilisée une centaine de fois depuis 1958, le second gouvernement de Michel Rocard étant celui qui l'a le plus utilisé (28 fois), devant celui d'Élisabeth Borne (23 fois).
Les articles 50 et 51 lui sont directement rattachés, apportant pour l'article 50 un complément essentiel à l'alinéa 2 et pour l'article 51 une précision technique sur l'alinéa 3, tandis que l'article 50-1 prévoit la possibilité pour le Gouvernement de faire une déclaration suivie d'un débat.

## Textes

### Articles 49 à 51 de la Constitution
« 
Le Premier ministre, après délibération du Conseil des ministres, engage devant l'Assemblée nationale la responsabilité du Gouvernement sur son programme ou éventuellement sur une déclaration de politique générale.
L’Assemblée nationale met en cause la responsabilité du Gouvernement par le vote d'une motion de censure. Une telle motion n'est recevable que si elle est signée par un dixième au moins des membres de l'Assemblée nationale. Le vote ne peut avoir lieu que quarante-huit heures après son dépôt. Seuls sont recensés les votes favorables à la motion de censure qui ne peut être adoptée qu'à la majorité des membres composant l'Assemblée. Sauf dans le cas prévu à l'alinéa ci-dessous, un député ne peut être signataire de plus de trois motions de censure au cours d'une même session ordinaire et de plus d'une au cours d'une même session extraordinaire.
Le Premier ministre peut, après délibération du Conseil des ministres, engager la responsabilité du Gouvernement devant l'Assemblée nationale sur le vote d'un projet de loi de finances ou de financement de la Sécurité sociale. Dans ce cas, ce projet est considéré comme adopté, sauf si une motion de censure, déposée dans les vingt-quatre heures qui suivent, est votée dans les conditions prévues à l'alinéa précédent. Le Premier ministre peut, en outre, recourir à cette procédure pour un autre projet ou une proposition de loi par session.

Le Premier ministre a la faculté de demander au Sénat l'approbation d'une déclaration de politique générale. »
— Article 49 de la Constitution
« 
Lorsque l'Assemblée nationale adopte une motion de censure ou lorsqu'elle désapprouve le programme ou une déclaration de politique générale du Gouvernement, le Premier Ministre doit remettre au Président de la République la démission du Gouvernement. »
— Article 50 de la Constitution
« 
Devant l'une ou l'autre des assemblées, le Gouvernement peut, de sa propre initiative ou à la demande d'un groupe parlementaire au sens de l'article 51-1, faire, sur un sujet déterminé, une déclaration qui donne lieu à débat et peut, s'il le décide, faire l'objet d'un vote sans engager sa responsabilité. »
— Article 50-1 de la Constitution
« 
La clôture de la session ordinaire ou des sessions extraordinaires est de droit retardée pour permettre, le cas échéant, l'application de l'article 49. À cette même fin, des séances supplémentaires sont de droit. »
— Article 51 de la Constitution

### Discours de Michel Debré devant le Conseil d'État
Le 27 août 1958, le garde des Sceaux Michel Debré, l'un des principaux rédacteurs de la Constitution, en présente le projet devant l'Assemblée générale du Conseil d'État. L'article 49 est évoqué dans un bref passage qui en expose l'esprit et les motivations :

« La difficile procédure de la motion de censure doit tempérer le défaut que nous connaissons bien et depuis trop longtemps. La question de confiance est l'arme du Gouvernement, et de lui seul. Les députés ne peuvent user que de la motion de censure, et celle-ci est entourée de conditions qui ne sont discutées que par ceux qui ne veulent pas se souvenir. L'expérience a conduit à prévoir en outre une disposition quelque peu exceptionnelle pour assurer, malgré les manœuvres, le vote d'un texte indispensable. »

— Michel Debré, le 27 août 1958 devant le Conseil d'État

### Conférence de presse du général de Gaulle le31 janvier 1964
Lors de sa conférence de presse du 31 janvier 1964, le général de Gaulle revient sur le fonctionnement des institutions. Sa lecture donne au président de la République une primauté qui va très au-delà de la lettre de la constitution, mais est souvent conforme à la pratique. Il aborde entre autres la question de la motion de censure :

« [...] le peuple souverain, en élisant le Président, l'investit de sa confiance. C'est là, d'ailleurs, le fond des choses et l'essentiel du changement accompli. De ce fait, le Gouvernement, nommé par le chef de l'État et dont au surplus les membres ne peuvent être des parlementaires, n'est plus du tout, vis-à-vis des chambres, ce qu'il était à l'époque où il ne procédait que de combinaisons de groupes. Aussi, les rapports entre le ministère et le Parlement, tels qu'ils sont réglés par la Constitution, ne prévoient la censure que dans des conditions qui donnent à cette rupture un caractère d'extraordinaire gravité. En ce cas extrême, le Président, qui a la charge d'assurer la continuité de l'État, a aussi les moyens de le faire, puisqu'il peut recourir à la Nation pour la faire juge du litige par voie de nouvelles élections, ou par celle du référendum, ou par les deux. Ainsi, y a-t-il toujours une issue démocratique. »

— Charles de Gaulle, le 31 janvier 1964

### Modifications de 1995 et 2008
L’article 49 de la Constitution a été modifié par la loi constitutionnelle du 4 août 1995 et celle du 23 juillet 2008
Dans la rédaction originale de l’article, où il existait deux sessions parlementaires chaque année « si la motion de censure est rejetée, ses signataires ne peuvent en proposer une nouvelle au cours de la même session » ; depuis 1995, il existe une session unique et des sessions extraordinaires ; et « un député ne peut être signataire de plus de trois motions de censure au cours d'une même session ordinaire et de plus d'une au cours d'une même session extraordinaire. »
Dans la rédaction originale de l’article, il n’existait pas de limites sur l’engagement de responsabilité sur un texte. Depuis 2009, le Premier ministre ne peut utiliser cette procédure que sur :
- les projets de lois de finances ;
- les projets de loi de financement de la Sécurité sociale ;
- un autre projet ou proposition de loi par session.

## L'engagement de responsabilité sur un programme (49 alinéa 1)
L'alinéa premier permet au Premier ministre d'engager la responsabilité de son gouvernement devant l'Assemblée nationale (on dit aussi poser la question de confiance). Comme en dispose l'article 50, un vote négatif (à la majorité simple, contrairement aux deux alinéas suivants, plus protecteurs de l'exécutif) entraîne la démission du Gouvernement. Son sens est parfois imprécis, et donc son interprétation discutée, particulièrement sur le caractère obligatoire ou facultatif de cet engagement. La pratique, qui le tient pour facultatif, consacre une nette prééminence présidentielle, et fait de la question de confiance une arme à la disposition du seul Gouvernement. Le bénéfice politique qu'il peut en retirer reste limité, même si la question de confiance reste une tradition parlementaire importante, qui peut lui apporter parfois quelques avantages dans sa relation avec le Parlement comme avec l'opinion publique ; un gouvernement non assuré de sa majorité peut sans grand inconvénient y renoncer.

### Une interprétation discutée
(juin 2015).
Un mot dans l'article 49 alinéa 1 est particulièrement sujet à controverse[réf. souhaitée] : « engage », qui peut s'interpréter comme une obligation, typique des régimes parlementaires ou une simple faculté, privilégiant la séparation des pouvoirs et les prérogatives du Président de la République. Deux autres éléments sont sujets à discussion, mais avec beaucoup moins de conséquence, la délibération en Conseil des ministres et la distinction entre programme et déclaration de politique générale.
L'usage des régimes parlementaires est que le Premier ministre ou le Gouvernement soit investi par le Parlement ou par sa chambre basse. Par exemple, la Constitution italienne dispose que « dans les dix jours suivant sa formation, le Gouvernement se présente devant les chambres pour obtenir leur confiance ». En Allemagne, la loi fondamentale prévoit l'élection du chancelier fédéral par le Bundestag (chambre basse). La constitution de la IVe République prévoyait aussi que « le président du Conseil et les ministres ne peuvent être nommés qu'après que le président du Conseil ait été investi de la confiance de l'Assemblée »  et la pratique de la IIIe République était identique[réf. souhaitée]. Il est d'usage[réf. souhaitée] en droit que le simple présent de l'indicatif soit un commandement et non l'indication d'une simple faculté : « engage » signifie doit engager et non peut engager, le « éventuellement » sur la déclaration de politique générale renforce a contrario le caractère obligatoire de l'engagement sur un programme, tout comme les termes de l'alinéa 3, qui précise lui « peut engager ».
Cependant, le Gouvernement existe par sa nomination par le président de la République (article 8), sans référence à une éventuelle investiture par l'Assemblée. L'article 20 précise, en faisant référence aux articles 49 et 50, qu'il est responsable devant le Parlement, mais la constitution ne conditionne aucun de ses pouvoirs à son engagement de responsabilité, et quand même il serait obligatoire, aucun délai n'est fixé, ce qui limite singulièrement l'obligation, tout au plus morale. L'interprétation facultative est aussi celle que donne Michel Debré au Conseil d'État, avant même l'adoption de la constitution : « l'arme du Gouvernement, et de lui seul ». Mais lors de son premier discours de politique générale, il dit à ce sujet « [le texte] ne dit pas explicitement qu'il doit le faire, mais l'esprit de la Constitution est clair ». Cette difficulté sémantique sur le sens d'un indicatif n'est pas la seule à affecter la constitution : on peut citer la querelle de 1960 sur l'article 29 « Le Parlement est réuni en session extraordinaire [...] à la demande [...] de la majorité des membres composant l'Assemblée » et celle de 1986 sur l'article 13 « le Président de la République signe les ordonnances ».
Le texte mentionne l'obligation de délibération en Conseil des ministres, et la doctrine juridique s'est interrogée pour savoir si le terme impliquait l'accord du Conseil ou la simple discussion, qui laisserait alors la décision au seul Premier ministre. Les gouvernements ont toujours parlé d'autorisation, ou d'accord du Conseil[réf. souhaitée]. Cette forme a l'avantage supplémentaire de consacrer l'interprétation facultative de l'engagement de responsabilité, le Premier ministre pouvant difficilement être à la fois tenu d'engager la responsabilité du Gouvernement et empêché de le faire sans l'accord du Conseil. Le Conseil constitutionnel valide l'engagement de responsabilité du Gouvernement (celle de l'alinéa 3) par la formule « dans la mesure où le Conseil des ministres avait délibéré [...] sur l'engagement de responsabilité » sans parler d'autorisation. La cohésion des gouvernements de la Ve République ayant toujours été forte et très supérieure à celle des gouvernements de coalition antérieurs, la question d'un possible désaccord entre le Premier ministre et le Conseil reste théorique. Dans tous les cas, cette délibération ne donne pas au président de la République, tout particulièrement en période de cohabitation, le pouvoir d'empêcher l'engagement de responsabilité, sauf improbable refus d'inscrire la question à l'ordre du jour du Conseil.
Il y a enfin la distinction entre « programme » et « déclaration de politique générale ». Si le premier peut se comprendre comme un catalogue des principales mesures que compte prendre le Gouvernement, sans doute dès sa mise en place, dans la logique de l'investiture et le second comme une explication de son raisonnement et de ses intentions dans un domaine précis qui prendrait — ou auquel le Gouvernement souhaiterait donner — une importance particulière, la distinction n'a pas de conséquence pratique. Certains Premiers ministres ont employé l'expression « déclaration de politique générale » alors qu'ils se présentaient pour la première fois devant l'Assemblée. Le Conseil constitutionnel a remarqué incidemment que l'article 49 « tend à conférer une acception analogue » aux deux termes.

### Un outil limité dans les mains du Premier ministre
(juin 2015).

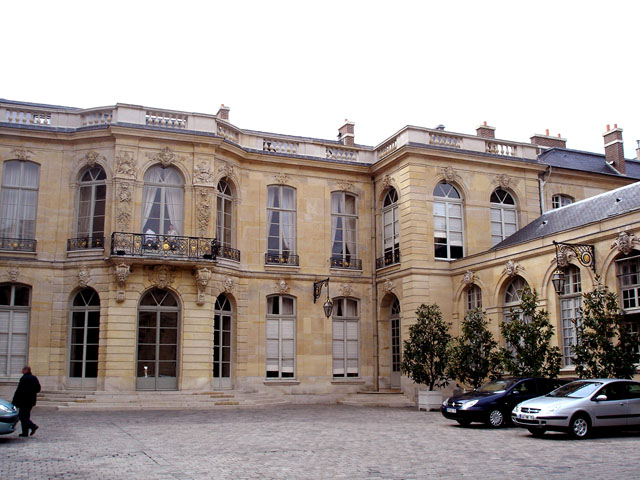
L’hôtel de Matignon, siège du Premier ministre.

En posant la question de confiance à l'Assemblée nationale, le Premier ministre a l'occasion d'une déclaration politique importante, à laquelle le rituel parlementaire donne une certaine solennité, et qui sera amplement reprise par les médias. Ce fut longtemps la forme par excellence du discours politique, avant que l'entretien télévisé, sous diverses formes, n'offre une solution alternative. C'est une marque de courtoisie et de déférence à l'égard du Parlement. Elle permet à un nouveau Premier ministre de marquer son installation et d'une certaine façon son assurance quant à la solidité de son gouvernement, le refus de cet engagement étant vu a contrario comme un aveu de faiblesse de la majorité. Plus tard, elle permet au Gouvernement une nouvelle déclaration solennelle sur un sujet que les événements peuvent imposer ou au contraire auquel le gouvernement souhaite donner de l'importance[Par exemple ?]. Elle a perdu par contre une fonction qu'elle avait sous les républiques précédentes et qu'elle conserve dans d'autres systèmes parlementaires[Lesquels ?] : lier la question de confiance à un texte de loi et amener l'Assemblée, en votant la confiance, à voter ce texte en même temps. Le Gouvernement liait ainsi son maintien en fonction à l'adoption du texte. La Ve République donne pour ce faire une arme beaucoup plus puissante avec l'alinéa 3 (voir infra).
La question de confiance peut aussi aider le Gouvernement dans ses relations avec sa majorité au Parlement : elle peut rasséréner des députés inquiets de l'impopularité de leur parti par une victoire en général certaine à l'Assemblée, rassembler ses troupes pour un affrontement clair avec l'opposition, et éventuellement contraindre un partenaire de coalition difficile, comme le RPR entre 1976 et 1981 ou le parti communiste entre 1981 et 1986 à réaffirmer son appartenance à la majorité[réf. souhaitée]. Cependant, sa portée sera souvent limitée et sauf discours particulièrement réussi du Premier ministre, elle ne changera pas beaucoup la popularité du Gouvernement et de sa majorité. Quant au partenaire de coalition rétif, il pourra voter la confiance tout en tenant un discours qui l'assortit de réserves et de critiques. À cet égard, il sera d'autant plus lié par son vote que le texte porte sur un point précis, plutôt que sur un soutien global à la politique du Gouvernement, qui n'empêche pas d'en renier certains aspects. Enfin, la confiance de l'Assemblée ne renforce en rien le Premier ministre face au Président de la République. Le Premier ministre Jacques Chaban-Delmas a demandé et obtenu le 24 mai 1972 la confiance de l'Assemblée, non sans réaffirmer clairement que le Gouvernement procède du président de la République, qui peut à tout moment mettre fin à ses fonctions (c'est la coutume hors période de cohabitation, non le droit : le Président nomme le Gouvernement, mais ne met fin à ses fonctions que sur présentation de sa démission). Le Président Georges Pompidou avait fraîchement donné son accord à cet engagement de responsabilité, en remarquant qu'il s'agissait d'une prérogative du Premier ministre (il dira quelque temps après « je n'y étais pas favorable et cela s'est su »[réf. souhaitée]). Cinq semaines plus tard, il a demandé et obtenu la démission de Chaban-Delmas.

### La pratique
L'esprit des institutions souhaitées par De Gaulle, si on le cherche dans le deuxième discours de Bayeux (en 1946, il y expose ses vues sur les institutions) n'est pas parlementaire, pas en tout cas dans le sens moniste qui s'impose depuis la fin du XIXe siècle : « Du Parlement, composé de deux Chambres et exerçant le pouvoir législatif, il va de soi que le pouvoir exécutif ne saurait procéder ». Concession importante cependant, qui écarte un régime strictement présidentiel, le chef de l'État doit « accorder l'intérêt général quant au choix des hommes avec l'orientation qui se dégage du Parlement ». Les premiers gouvernements de la Ve République, ceux qui ont fixé les usages, ont engagé leur responsabilité devant l'Assemblée peu après leur nomination. Ils l'ont cependant toujours fait en soulignant qu'ils procédaient du président de la République et non du Parlement, et qu'il ne s'agissait pas d'une investiture.
Mais après l'élection présidentielle de 1965, le Premier ministre Georges Pompidou, reconduit à la tête d'un troisième gouvernement, attend l'ouverture de la session ordinaire du Parlement en avril pour présenter son programme et le fait sous la forme d'une simple déclaration suivie d'un débat sans vote, et donc sans engagement de responsabilité, alors même qu'il dispose d'une majorité parlementaire solide. Il dit alors clairement vouloir créer un précédent établissant le caractère facultatif de l'engagement. Après les élections législatives de 1967, son quatrième gouvernement ne dispose plus que d'une majorité étroite et incertaine, et il retient la même solution. À l'Assemblée, François Mitterrand attaque : « Le simple langage et la grammaire [...] démontrent de la façon la plus claire que le Premier ministre doit engager la responsabilité de son gouvernement sur son programme et que l'obligation ainsi décidée s'impose à lui d'une manière formelle ». Pompidou met l'opposition au défi de censurer son gouvernement. L'interruption de la pratique a persisté après la dissolution de 1968 alors même que les gouvernements avaient retrouvé une majorité écrasante et disciplinée au Parlement, marquant que la pratique est tenue pour facultative (il y a tout de même eu des engagements de responsabilité[Lesquels ?], mais pas immédiatement après la nomination des gouvernements).
La pratique a repris en 1974 puis a été diversement suivie. Elle a à nouveau disparu entre 1988 et 1993 lorsque les gouvernements socialistes, dont les soutiens sûrs n'atteignaient pas tout à fait la majorité, n'ont plus eu recours à la question de confiance qu'en une seule occasion très particulière : le Premier ministre Michel Rocard, alors que la France s'engageait dans la guerre du Golfe, a obtenu un très large soutien de l'Assemblée, mais en précisant que « ceux qui voteraient pour ne seraient en aucun cas présumés soutenir la politique générale du gouvernement ». Faute de majorité assurée, il est préférable pour le Gouvernement d'attendre la motion de censure de l'alinéa 2, dont l'adoption est plus difficile que le simple refus de confiance. Une catégorie de gouvernement a cependant systématiquement demandé dès sa prise de fonction la confiance et presque l'investiture de l'Assemblée : les gouvernements de cohabitation. Eux procèdent politiquement sinon juridiquement de l'Assemblée et non du Président et ne peuvent se dispenser de son soutien ; le régime fonctionne alors sur un mode nettement plus parlementaire.
Durant certaines législatures, lorsque la déclaration de politique générale est prononcée par le Premier ministre à l’Assemblée nationale (49-1), le numéro deux du Gouvernement lit le même discours au Sénat. 
La responsabilité du Gouvernement a été engagée 41 fois entre 1958 et 2023. Trois Premiers ministres seulement n'y ont pas eu recours. En revanche, Maurice Couve de Murville, Édith Cresson et Élisabeth Borne. Michel Rocard et Pierre Bérégovoy y ont eu recours sur un programme particulier et non sur une déclaration de politique générale. Dans tous les cas, la confiance a été votée.
Le record d'utilisation est détenu par Michel Rocard (28), suivi d’Élisabeth Borne (23).
| Date              | Occasion                       | Premier ministre | Premier ministre      | Pour | Contre |
| ----------------- | ------------------------------ | ---------------- | --------------------- | ---- | ------ |
| Ire législature   |                                |                  |                       |      |        |
| 15 janvier 1959   | Programme                      |                  | Michel Debré          | 453  | 56     |
| 14 octobre 1959   | Politique générale             |                  | Michel Debré          | 441  | 23     |
| 26 avril 1962     | Programme                      |                  | Georges Pompidou      | 259  | 128    |
| IIe législature   |                                |                  |                       |      |        |
| 13 décembre 1962  | Politique générale             |                  | Georges Pompidou      | 268  | 116    |
| IIIe législature  |                                |                  |                       |      |        |
| Néant             |                                |                  |                       |      |        |
| IVe législature   |                                |                  |                       |      |        |
| 16 septembre 1969 | Politique générale             |                  | Jacques Chaban-Delmas | 369  | 85     |
| 15 octobre 1970   | Politique générale             |                  | Jacques Chaban-Delmas | 382  | 89     |
| 23 mai 1972       | Politique générale             |                  | Jacques Chaban-Delmas | 368  | 96     |
| Ve législature    |                                |                  |                       |      |        |
| 10 avril 1973     | Politique générale             |                  | Pierre Messmer        | 254  | 206    |
| 5 juin 1974       | Politique générale             |                  | Jacques Chirac        | 297  | 181    |
| 26 avril 1977     | Programme                      |                  | Raymond Barre         | 271  | 186    |
| VIe législature   |                                |                  |                       |      |        |
| 19 avril 1978     | Politique générale             |                  | Raymond Barre         | 260  | 197    |
| VIIe législature  |                                |                  |                       |      |        |
| 8 juillet 1981    | Politique générale             |                  | Pierre Mauroy         | 302  | 147    |
| 6 octobre 1981    | Programme énergétique          |                  | Pierre Mauroy         | 331  | 67     |
| 23 juin 1982      | Programme économique           |                  | Pierre Mauroy         | 329  | 157    |
| 6 avril 1983      | Politique générale             |                  | Pierre Mauroy         | 323  | 155    |
| 19 avril 1984     | Politique générale             |                  | Pierre Mauroy         | 329  | 156    |
| 24 juillet 1984   | Politique générale             |                  | Laurent Fabius        | 279  | 157    |
| VIIIe législature |                                |                  |                       |      |        |
| 9 avril 1986      | Politique générale             |                  | Jacques Chirac        | 292  | 285    |
| 7 avril 1987      | Politique générale             |                  | Jacques Chirac        | 294  | 282    |
| 3 décembre 1987   | Politique générale             |                  | Jacques Chirac        | 295  | 282    |
| IXe législature   |                                |                  |                       |      |        |
| 16 janvier 1991   | Politique au Moyen-Orient      |                  | Michel Rocard         | 523  | 43     |
| 25 novembre 1992  | Négociations du GATT           |                  | Pierre Bérégovoy      | 301  | 251    |
| Xe législature    |                                |                  |                       |      |        |
| 8 avril 1993      | Politique générale             |                  | Édouard Balladur      | 457  | 81     |
| 15 décembre 1993  | Négociations du GATT           |                  | Édouard Balladur      | 466  | 90     |
| 23 mai 1995       | Politique générale             |                  | Alain Juppé           | 447  | 85     |
| 15 novembre 1995  | Réforme de la sécurité sociale |                  | Alain Juppé           | 463  | 87     |
| 2 octobre 1996    | Politique générale             |                  | Alain Juppé           | 464  | 100    |
| XIe législature   |                                |                  |                       |      |        |
| 19 juin 1997      | Politique générale             |                  | Lionel Jospin         | 297  | 252    |
| XIIe législature  |                                |                  |                       |      |        |
| 3 juillet 2002    | Politique générale             |                  | Jean-Pierre Raffarin  | 374  | 173    |
| 5 avril 2004      | Politique générale             |                  | Jean-Pierre Raffarin  | 374  | 178    |
| 8 juin 2005       | Politique générale             |                  | Dominique de Villepin | 363  | 178    |
| XIIIe législature |                                |                  |                       |      |        |
| 3 juillet 2007    | Politique générale             |                  | François Fillon       | 321  | 224    |
| 17 mars 2009      | Politique étrangère            |                  | François Fillon       | 330  | 238    |
| 24 novembre 2010  | Politique générale             |                  | François Fillon       | 326  | 226    |
| XIVe législature  |                                |                  |                       |      |        |
| 3 juillet 2012    | Politique générale             |                  | Jean-Marc Ayrault     | 302  | 225    |
| 8 avril 2014      | Politique générale             |                  | Manuel Valls          | 306  | 239    |
| 16 septembre 2014 | Politique générale             |                  | Manuel Valls          | 269  | 244    |
| 13 décembre 2016  | Politique générale             |                  | Bernard Cazeneuve     | 305  | 239    |
| XVe législature   |                                |                  |                       |      |        |
| 4 juillet 2017    | Politique générale             |                  | Édouard Philippe      | 370  | 67     |
| 12 juin 2019      | Politique générale             |                  | Édouard Philippe      | 363  | 163    |
| 15 juillet 2020   | Politique générale             |                  | Jean Castex           | 345  | 177    |
| XVIe législature  |                                |                  |                       |      |        |
| Néant             |                                |                  |                       |      |        |
| XVIIe législature |                                |                  |                       |      |        |
| Néant             |                                |                  |                       |      |        |

## Motion de censure (49 alinéa 2)

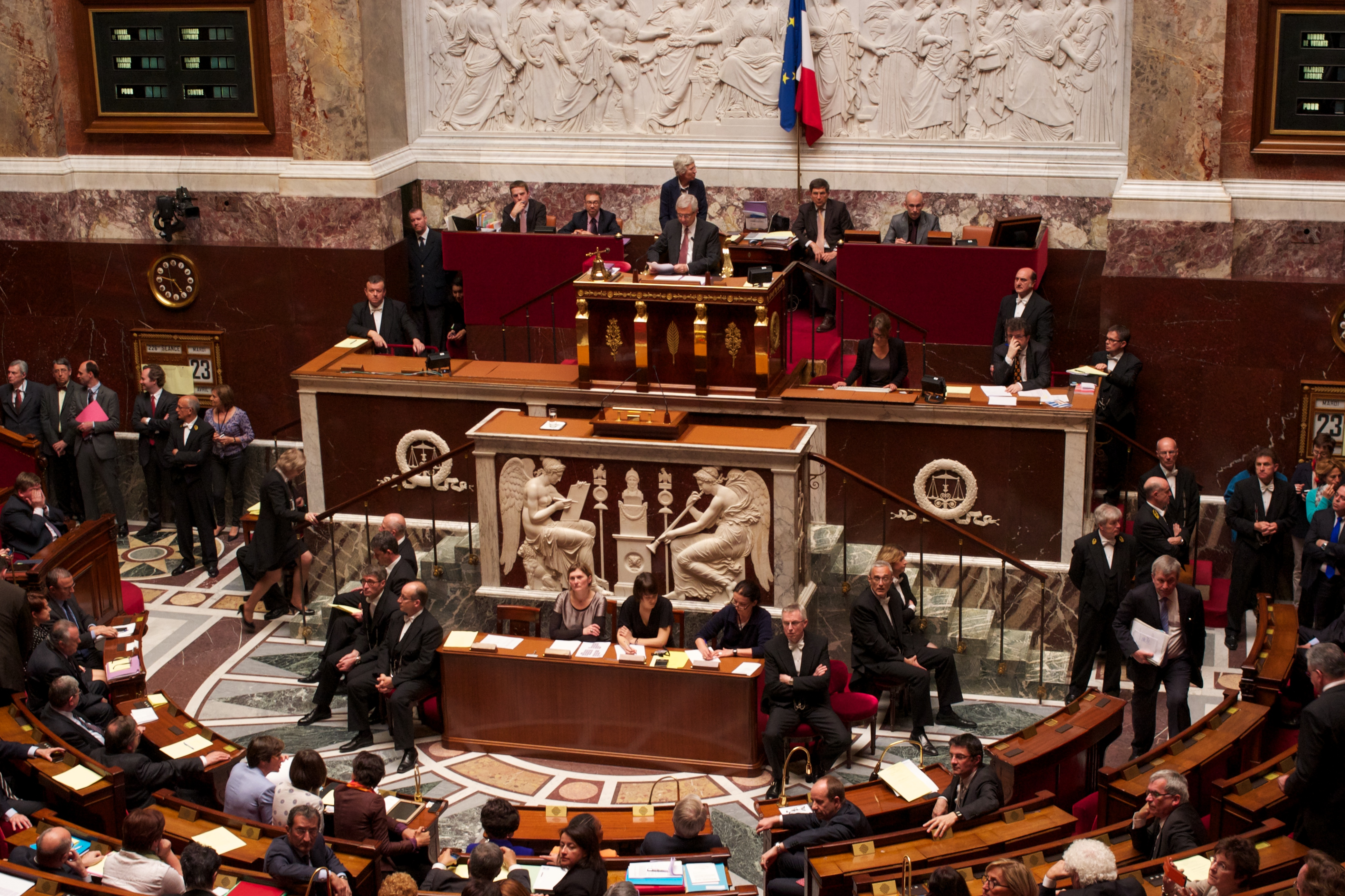
Tribune de l’Assemblée nationale au palais Bourbon.

La motion de censure est un moyen pour l'Assemblée nationale, à sa seule initiative, de forcer le Gouvernement à la démission. C'est la mise en œuvre de la responsabilité politique du Gouvernement devant le Parlement, un élément caractéristique du régime parlementaire. Elle est d'ailleurs promise par de Gaulle quand, investi comme dernier Premier ministre de la IVe République (voir Crise de mai 1958), il annonce son intention de réformer les institutions et elle est imposée par la loi constitutionnelle du 3 juin 1958 par laquelle son gouvernement y est autorisé. Dans la constitution, la mise en jeu de la responsabilité gouvernementale est encadrée par les techniques du parlementarisme rationalisé pour favoriser la stabilité du Gouvernement. Il est difficile cependant d'attribuer le succès à ces quelques mesures techniques. La force des gouvernements face à l'Assemblée peut davantage être attribuée à deux éléments, l'un institutionnel, l'autre politique : d'une part, face au gouvernement nommé par le président, la censure de l'Assemblée entraîne un conflit de légitimité, une crise sérieuse et la dissolution de l'Assemblée (article 12) qui en est l'issue probable est fortement dissuasive ; d'autre part, la Ve République a vu une rationalisation politique, c’est-à-dire l'apparition du fait majoritaire permis par des partis ou des coalitions électorales stables et capables de soutenir efficacement le Gouvernement. Tous ces éléments font du dépôt d'une motion de censure, le plus souvent, un rituel parlementaire symétrique de l'engagement de responsabilité de l'alinéa 1. La censure selon l'article 49.2 n'a été votée qu'une fois, sous De Gaulle contre le gouvernement de Georges Pompidou en 1962).

### Élément décisif pour la nature du régime
La possibilité pour l'Assemblée nationale de renverser le Gouvernement, quand bien même elle n'est pas utilisée, a une influence profonde sur le fonctionnement des institutions. En effet, en son absence, le régime serait clairement de type présidentiel, avec de surcroît un exécutif particulièrement bien armé par la constitution. Dépourvu de majorité à l'Assemblée, le président de la République pourrait nommer quand même un gouvernement qui lui est favorable et disposer ainsi de tous ses pouvoirs soumis à contreseing (article 19), notamment celui de nomination (article 13), alors que le Gouvernement aurait le pouvoir réglementaire (article 37), et les moyens considérables que lui offre la constitution dans ses relations avec le Parlement (l'essentiel du titre V). À supposer qu'il ait en plus le soutien du Sénat, il pourrait bloquer toute initiative de l'Assemblée nationale qui n'a pas son accord ; à défaut, la gêner considérablement. Resterait l'impossibilité pour lui de faire voter les lois qu'il souhaite, et surtout la nécessité de parvenir tous les ans à un compromis avec l'Assemblée pour voter le budget. Il serait cependant beaucoup mieux armé face au Parlement que ne l'est le président aux États-Unis, archétype du régime présidentiel.
Au contraire, par la menace de la motion de censure, la présence à l'Assemblée nationale d'une majorité hostile conduit le président de la République à nommer un gouvernement issu de cette majorité (« compatible », dit le discours de Bayeux[Lequel ?]), mode de fonctionnement des institutions nommé cohabitation depuis qu'il s'est produit pour la première fois en 1986 à l'issue des élections législatives. C'est alors ce gouvernement qui dispose de l'essentiel du pouvoir exécutif, et il peut s'appuyer sur sa majorité à l'Assemblée. L'article 49 alinéa 2 impose donc la cohérence entre le Gouvernement et la majorité parlementaire (pour autant qu'une telle majorité existe), caractéristique du régime parlementaire moderne, même si le chef de l'État y dispose de pouvoirs beaucoup plus étendus que dans les autres régimes européens.

### Une mise en œuvre très encadrée
L'alinéa 2 s'attache, avec les moyens classiques du parlementarisme rationalisé, à rendre difficiles tant le dépôt de la motion de censure que son adoption. Le but recherché est d'éviter l'instabilité gouvernementale et ainsi, « qu'il existe un gouvernement qui soit fait pour gouverner, à qui on en laisse le temps et la possibilité » comme le dit de Gaulle dans son discours du 4 septembre 1958, place de la République.
Le dépôt est limité en imposant pour chaque motion de censure la signature d'un dixième au moins des députés, chacun ne pouvant en signer que trois pendant la session ordinaire de l'article 28 (avant la réforme constitutionnelle de 1995 sur la session unique, une seule motion pour chacune des deux sessions ordinaires de l'année), une par session extraordinaire de l'article 29. La portée de cette restriction est faible, l'opposition n'épuisant en général pas le nombre de motions autorisées. Sa conséquence la plus visible est que, si l'opposition est divisée en plusieurs groupes, ses composantes les plus faibles (par exemple, le groupe du Front national entre 1986 et 1988) ne peuvent déposer de motion, faute d'atteindre la barre des 10 %.
L'article s'attache aussi à compliquer l'adoption de la motion. Tout d'abord, un délai de quarante-huit heures doit s'écouler entre le dépôt de la motion et son vote. Lorsque le scrutin risque d'être serré, ces quarante-huit heures peuvent être mise à profit par le Gouvernement pour convaincre quelques indécis de ne pas la voter. La constitution empêche ainsi le système de l'interpellation qui avait cours sous la IIIe République, lorsqu'un seul député pouvait « interpeller » le Gouvernement, et la Chambre voter après débat un texte qui, lorsqu'il était défavorable au Gouvernement, entraînait son départ. La IVe République prévoyait déjà un jour franc entre le dépôt de la motion et son vote.
Ensuite, l'adoption de la motion nécessite la majorité des membres de l'Assemblée (sans compter les éventuels sièges vacants, précise le règlement de l'Assemblée[réf. souhaitée]), et non seulement des votes exprimés. Le système ne laisse pas la place à l'abstention : un député peut voter la motion, ou ne pas la voter, auquel cas il est réputé ne pas souhaiter le renversement du Gouvernement. On dit d'ailleurs d'une motion qu'elle n'est pas adoptée, signifiant par là qu'elle n'a pas atteint la majorité, et non qu'elle est rejetée, ce qui voudrait dire qu'une majorité s'est déclarée contre[réf. souhaitée] ; or, seuls votent les partisans de la motion. Ce mécanisme, lors d'un scrutin serré, peut assurer la survie du Gouvernement. La motion ayant échoué avec la marge la plus étroite visait la politique agricole du gouvernement de Pierre Bérégovoy en juin 1992 : il n'a manqué que trois voix à son adoption. La procédure de la IVe République était similaire, avec une nuance : si les partisans de la censure devaient atteindre, comme aujourd'hui, la majorité absolue des députés, tous les députés prenaient part au vote, si bien qu'on pouvait distinguer les partisans du Gouvernement des abstentionnistes ; bien que rien ne soit changé pour l'adoption de la motion, le vote pouvait affaiblir le Gouvernement en mettant en évidence le peu de soutien dont il bénéficiait[pas clair].
Ces précautions sont encore renforcées par le caractère exclusif de l'article 49 quant à la mise en cause de la responsabilité du Gouvernement . Le Conseil constitutionnel a en effet censuré toute tentative, dans les lois organiques ou les règlements des assemblées, qui ouvrirait au Parlement ou à une assemblée la possibilité d'un vote marquant sa défiance au gouvernement, fût-ce sans effet contraignant, en dehors de l'article 49.
Ces diverses techniques de rationalisation se sont montrées efficaces pour ceux des gouvernements de la Ve République qui n'ont disposé que d'une majorité faible pour les soutenir. Cependant les mêmes techniques ou presque, déjà présentes dans la constitution de la IVe République, avaient totalement manqué leur but. La plupart des gouvernements d'alors n'ont toutefois pas été formellement renversés, mais se sont retirés faute d'obtenir le soutien qu'ils estimaient nécessaire, ou encore à la suite de désaccords graves entre ministres. Ces deux causes ont disparu[pourquoi ?].

### Un conflit de légitimité
Les gouvernements des deux républiques précédentes (tout au moins après la démission de Mac-Mahon) devaient toute leur légitimité au Parlement, le président de la République ne faisant guère que les proposer aux assemblées, auxquelles il devait d'ailleurs lui aussi sa fonction. Un soutien trop faible du Parlement, même sans que la censure soit votée, les conduisait souvent à démissionner. Le président de la Ve République a sa légitimité propre et considère, hors période de cohabitation, que le gouvernement est le sien et est responsable devant lui[réf. nécessaire], ce qui mène souvent à faire un parallèle entre la Ve République et les régimes parlementaires dualistes de la première moitié du XIXe siècle[réf. souhaitée]. La responsabilité devant le Parlement subsiste, mais le Gouvernement peut s'estimer légitime tant qu'il n'est pas renversé dans les formes. Si la censure est votée, elle peut s'interpréter comme un conflit entre les légitimités, toutes deux fondées sur l'élection, du président de la République et de l'Assemblée, conflit qui, d'après de Gaulle, « donne à cette rupture un caractère d'extraordinaire gravité ». L'Assemblée ne doit plus alors renverser le Gouvernement qu'en raison d'un désaccord majeur, et le président de la République, pour faire trancher le conflit de légitimité, « peut recourir à la nation » en prononçant la dissolution de l'Assemblée nationale (article 12). Il s'agit d'un de ses pouvoirs propres, il n'y a aucune condition que de pure forme à sa mise en œuvre, et il a été effectivement utilisé la seule fois où la censure a été votée. La Constitution veille d'ailleurs à interdire la censure lorsque la dissolution n'est pas possible, pendant la vacance ou l'empêchement de la présidence (article 7). La possibilité voire la probabilité de cette dissolution peuvent avoir une forte valeur dissuasive sur l'Assemblée, beaucoup de députés risquant d'y perdre leur siège.

### Le fait majoritaire
(juin 2015).
En laissant à part les aspects dualistes propres à la Ve République, qui peuvent eux aussi contribuer à expliquer la solidité des gouvernements face à l'Assemblée, on[Qui ?] a souvent remarqué les limites de la rationalisation technique du parlementarisme, celle qui repose sur l'introduction dans la constitution de mesures entravant le vote des motions de censure. Les premiers exemples de rationalisation technique, qu'on trouve dans les constitutions rédigées à l'issue de la Première Guerre mondiale, notamment celle de la République de Weimar, elle aussi dotée d'un chef de l'État fort, ont totalement échoué, comme elles ont échoué sous la IVe République, ou encore dans la République italienne. En revanche, le parlementarisme britannique, totalement dépourvu de telles mesures, montre une grande stabilité. Cette stabilité est souvent attribuée au bipartisme, notamment par Michel Debré dans son discours au Conseil d'État ou encore par René Capitant[réf. nécessaire], un des inspirateurs du régime, tous deux admirateurs du système britannique, fondé sur le scrutin majoritaire à un tour et le bipartisme. Bien que Michel Debré ait jugé sa transposition impossible en France[réf. souhaitée], le scrutin majoritaire à deux tours, introduit en 1958, a abouti à des effets proches, avec des coalitions formées avant le scrutin et demeurant stables après. Alors qu'il ne relève que de la loi ordinaire (article 34), ce mode de scrutin contribue sans doute plus à la stabilité du Gouvernement que le détail de l'article 49. On peut remarquer de même l'effet du changement de mode de scrutin en Italie en 1993, en l'absence de réforme majeure de la constitution, qui reste d'un strict parlementarisme moniste, d'ailleurs assez proche de celle de la IVe République. Cependant, le mode de scrutin ne garantit pas toujours l'existence de majorité, comme le montre l'exemple anglais dans les années 1920, ou encore la composition de l'Assemblée nationale entre 1988 et 1993.

### Pratique

#### Historique
Entre 1958 et 2023, l'Assemblée nationale a débattu de 59 motions de censure selon l'article 49.2 sur plus de 130 déposées.
Jusqu'à fin 2024, deux motions de censure ont été approuvées : celle déposée selon l'article 49.2 le 2 octobre 1962 sur le référendum pour l'élection du président au suffrage universel et celle votée selon l'article 49.3 le 4 décembre 2024 sur le projet de loi de financement de la Sécurité sociale pour 2025.
| Date de dépôt     | Auteurs (groupe) | Auteurs (groupe) | Objet | Premier ministre | Premier ministre      | Date du vote                  | Majorité | Pour |
| ----------------- | ---------------- | --- | --- | ---------------- | --------------------- | ----------------------------- | -------- | ---- |
| Ire législature   |                  | | |                  |                       |                               |          |      |
| 28 avril 1960     |                  | Raoul Bayou (SOC) et 56 membres                                                                                            | Refus de convocation de l'Assemblée nationale (crise agricole) |                  | Michel Debré          | 5 mai 1960                    | 276      | 122  |
| 12 décembre 1961  |                  | Paul Mercieca (SOC) et 60 membres                                                                                          | Politique générale du Gouvernement |                  | Michel Debré          | 15 décembre 1961              | 276      | 199  |
| 30 mai 1962       |                  | René Cathala (RNUR) et 56 membres                                                                                          | Politique générale en Algérie |                  | Georges Pompidou      | 5 juin 1962                   | 276      | 113  |
| 2 octobre 1962    |                  | Paul Reynaud (IPAS) et 52 membres                                                                                          | Référendum sur l'élection au suffrage universel du Président de la République                                                                                             |                  | Georges Pompidou      | 4 octobre 1962                | 241      | 280  |
| IIe législature   |                  | | |                  |                       |                               |          |      |
| 23 octobre 1964   |                  | Pierre Abelin (CD) et 50 membres                                                                                           | Prix du lait |                  | Georges Pompidou      | 27 octobre 1964               | 242      | 209  |
| 13 avril 1966     |                  | Groupe socialiste (49 membres)                                                                                             | OTAN |                  | Georges Pompidou      | 20 avril 1966                 | 242      | 137  |
| IIIe législature  |                  | | |                  |                       |                               |          |      |
| 3 octobre 1967    |                  | Groupe FGDS (50 membres)                                                                                                   | Ordonnances de 1967 (sécurité sociale) |                  | Georges Pompidou      | 10 octobre 1967               | 244      | 207  |
| 17 avril 1968     |                  | Groupe FGDS (49 membres)                                                                                                   | Publicité ORTF |                  | Georges Pompidou      | 20 avril 1968                 | 244      | 236  |
| 15 mai 1968       |                  | Groupe FGDS (50 membres)                                                                                                   | Manifestations d'étudiants et situation économique |                  | Georges Pompidou      | 22 mai 1968                   | 244      | 233  |
| IVe législature   |                  | | |                  |                       |                               |          |      |
| 14 avril 1971     |                  | Groupe socialiste (53 membres)                                                                                             | Politique générale |                  | Jacques Chaban-Delmas | 21 avril 1971                 | 244      | 95   |
| 3 octobre 1972    |                  | Groupe communiste (49 membres)                                                                                             | Politique générale |                  | Pierre Messmer        | 5 octobre 1972                | 242      | 94   |
| Ve législature    |                  | | |                  |                       |                               |          |      |
| 5 octobre 1973    |                  | Groupe socialiste (49 membres)                                                                                             | Politique générale |                  | Pierre Messmer        | 9 octobre 1973                | 246      | 181  |
| 23 janvier 1974   |                  | Groupe socialiste (58 membres)                                                                                             | Politique économique, financière et monétaire |                  | Pierre Messmer        | 25 janvier 1974               | 246      | 208  |
| 12 décembre 1974  |                  | Groupe socialiste (57 membres)                                                                                             | Politique générale |                  | Jacques Chirac        | 17 décembre 1974              | 246      | 183  |
| 4 avril 1975      |                  | Groupe socialiste (53 membres)                                                                                             | Politique générale |                  | Jacques Chirac        | 9 avril 1975                  | 246      | 183  |
| VIe législature   |                  | | |                  |                       |                               |          |      |
| 2 octobre 1978    |                  | François Mitterrand (SOC) et 59 membres                                                                                    | Politique générale du Gouvernement |                  | Raymond Barre         | 4 octobre 1978                | 246      | 199  |
| 14 mars 1979      |                  | Georges Marchais (COM) et 85 membres                                                                                       | Politique générale du Gouvernement |                  | Raymond Barre         | 16 mars 1979                  | 246      | 86   |
| 14 mars 1979      |                  | François Mitterrand (SOC) et 59 membres                                                                                    | Politique générale du Gouvernement |                  | Raymond Barre         | 16 mars 1979                  | 246      | 200  |
| 17 novembre 1979  |                  | François Mitterrand (SOC) et 63 membres                                                                                    | Politique générale du Gouvernement |                  | Raymond Barre         | 20 novembre 1979              | 246      | 202  |
| 18 décembre 1979  |                  | Maurice Andrieux (COM) et 85 membres                                                                                       | Problème de défense |                  | Raymond Barre         | 20 décembre 1979              | 246      | 86   |
| 25 février 1980   |                  | Georges Marchais (COM) et 85 membres                                                                                       | Politique générale du Gouvernement |                  | Raymond Barre         | 27 février 1980               | 246      | 199  |
| 25 février 1980   |                  | François Mitterrand (SOC) et 50 membres                                                                                    | Politique générale du Gouvernement |                  | Raymond Barre         | 27 février 1980               | 246      | 199  |
| VIIe législature  |                  | | |                  |                       |                               |          |      |
| 8 septembre 1981  |                  | Claude Labbé (RPR) et 58 membres                                                                                           | Politique générale du Gouvernement |                  | Pierre Mauroy         | 15 septembre 1981             | 246      | 154  |
| 6 octobre 1981    |                  | Jean-Claude Gaudin (UDF) et 49 membres                                                                                     | Politique générale du Gouvernement |                  | Pierre Mauroy         | 12 octobre 1981               | 246      | 151  |
| 12 décembre 1981  |                  | Claude Labbé (RPR) et 52 membres                                                                                           | Politique générale du Gouvernement |                  | Pierre Mauroy         | 16 décembre 1981              | 246      | 151  |
| 18 juin 1982      |                  | Claude Labbé (RPR) et 93 membres                                                                                           | Politique générale du Gouvernement |                  | Pierre Mauroy         | 23 juin 1982                  | 246      | 157  |
| 19 novembre 1982  |                  | Jean-Claude Gaudin (UDF) et 61 membres                                                                                     | Politique de défense |                  | Pierre Mauroy         | 24 novembre 1982              | 246      | 154  |
| 7 octobre 1983    |                  | Claude Labbé (RPR) et 58 membres                                                                                           | Politique générale du Gouvernement |                  | Pierre Mauroy         | 12 octobre 1983               | 246      | 156  |
| 9 décembre 1983   |                  | Michel d'Ornano (UDF) et 62 membres                                                                                        | Dépôt d'un projet de loi sur la presse |                  | Pierre Mauroy         | 14 décembre 1983              | 246      | 158  |
| 19 avril 1985     |                  | Claude Labbé (RPR) Jean-Claude Gaudin (UDF) et 54 membres                                                                  | Élections législatives au scrutin proportionnel |                  | Laurent Fabius        | 23 avril 1985                 | 246      | 160  |
| VIIIe législature |                  | | |                  |                       |                               |          |      |
| 7 juin 1986       |                  | Jean Auroux (SOC) et 62 membres                                                                                            | Discussion du projet de loi sur l'autorisation administrative de licenciement                                                                                             |                  | Jacques Chirac        | 11 juin 1986                  | 289      | 251  |
| IXe législature   |                  | | |                  |                       |                               |          |      |
| 6 décembre 1988   |                  | Bernard Pons (RPR) et 64 membres                                                                                           | Politique sociale du Gouvernement |                  | Michel Rocard         | 10 décembre 1988 après minuit | 286      | 258  |
| 10 mai 1989       |                  | Bernard Bosson (UDC) et 63 membres                                                                                         | Politique européenne du Gouvernement |                  | Michel Rocard         | 16 mai 1989                   | 286      | 192  |
| 4 juin 1989       |                  | Jean-Claude Gaudin (UDF) Bernard Pons (RPR) et 85 membres                                                                  | Séjour et entrée des étrangers en France |                  | Michel Rocard         | 6 juin 1989                   | 286      | 264  |
| 4 mai 1990        |                  | Charles Millon (UDF) Bernard Pons (RPR) Pierre Méhaignerie (UDF) et 62 membres                                             | Loi d'amnistie |                  | Michel Rocard         | 9 mai 1990                    | 286      | 262  |
| 9 décembre 1990   |                  | Bernard Pons (RPR) Charles Millon (UDF) et 99 membres                                                                      | Atteintes aux droits du Parlement |                  | Michel Rocard         | 21 décembre 1990              | 288      | 218  |
| 9 avril 1991      |                  | Pierre Méhaignerie (UDC) Charles Millon (UDF) Bernard Pons (RPR) et 60 membres                                             | Indépendance de la justice |                  | Michel Rocard         | 11 avril 1991                 | 289      | 261  |
| 22 octobre 1991   |                  | Jacques Barrot (UDC) Charles Millon (UDF) Bernard Pons (RPR) et 64 membres                                                 | Politique économique du Gouvernement |                  | Édith Cresson         | 24 octobre 1991               | 289      | 264  |
| 7 février 1992    |                  | Bernard Pons (RPR) Charles Millon (UDF) Jacques Barrot (UDC) et 83 membres                                                 | Crise de l'État (Affaire Habache) |                  | Édith Cresson         | 11 février 1992               | 289      | 261  |
| 27 mai 1992       |                  | Charles Millon (UDF) Bernard Pons (RPR) Pierre Méhaignerie (UDC) Jacques Barrot (UDC) et 62 membres                        | Réforme politique agricole commune |                  | Pierre Bérégovoy      | 1er juin 1992                 | 289      | 286  |
| 4 octobre 1992    |                  | Jacques Barrot (UDC) Charles Millon (UDF) Bernard Pons (RPR) et 68 membres                                                 | Loi de finances pour 1993 |                  | Pierre Bérégovoy      | 26 octobre 1992               | 286      | 261  |
| Xe législature    |                  | | |                  |                       |                               |          |      |
| 7 avril 1994      |                  | Martin Malvy (SOC) Alain Bocquet (COM) et 81 membres                                                                       | Emploi des jeunes |                  | Édouard Balladur      | 13 avril 1994                 | 289      | 87   |
| 2 décembre 1995   |                  | Laurent Fabius (SOC) Jean-Pierre Chevènement (RL) et 62 membres                                                            | Bilan du Premier ministre |                  | Alain Juppé           | 5 décembre 1995               | 284      | 88   |
| 15 juin 1996      |                  | Laurent Fabius (SOC) Alain Bocquet (COM) Jean-Pierre Chevènement (RL) et 92 membres                                        | Bilan du Premier ministre |                  | Alain Juppé           | 19 juin 1996                  | 289      | 101  |
| XIe législature   |                  | | |                  |                       |                               |          |      |
| 24 avril 1998     |                  | François Bayrou (UDF) Jean-Louis Debré (RPR) Philippe Séguin (RPR) François Léotard (UDF) et 138 membres                   | Réduction du temps de travail |                  | Lionel Jospin         | 29 avril 1998                 | 288      | 253  |
| 18 mai 1999       |                  | Philippe Douste-Blazy (UDF) Jean-Louis Debré (RPR) José Rossi (DL) et 83 membres                                           | Événements en Corse (Affaire des paillotes) |                  | Lionel Jospin         | 25 mai 1999                   | 289      | 252  |
| XIIe législature  |                  | | |                  |                       |                               |          |      |
| 28 juin 2003      |                  | Jean-Marc Ayrault (SOC) François Hollande (SOC) et 133 membres                                                             | Politique du Gouvernement |                  | Jean-Pierre Raffarin  | 2 juillet 2003                | 289      | 176  |
| 27 février 2004   |                  | Jean-Marc Ayrault (SOC) François Hollande (SOC) et 133 membres                                                             | Politique du Gouvernement |                  | Jean-Pierre Raffarin  | 2 mars 2004                   | 289      | 175  |
| 1er juillet 2005  |                  | Jean-Marc Ayrault (SOC) François Hollande (SOC) et 142 membres                                                             | Ordonnance sur le droit du travail |                  | Dominique de Villepin | 5 juillet 2005                | 289      | 174  |
| 15 février 2006   |                  | Jean-Marc Ayrault (SOC) François Hollande (SOC) Roger-Gérard Schwartzenberg (SOC) Martine Billard (NI) et 141 membres      | Politique du Gouvernement |                  | Dominique de Villepin | 21 février 2006               | 289      | 178  |
| 10 mai 2006       |                  | Jean-Marc Ayrault (SOC) François Hollande (SOC) Roger-Gérard Schwartzenberg (SOC) et 140 membres                           | Crise de l'État (Affaire Clearstream) |                  | Dominique de Villepin | 16 mai 2006                   | 289      | 190  |
| XIIIe législature |                  | | |                  |                       |                               |          |      |
| 3 avril 2008      |                  | Jean-Marc Ayrault (SRC) François Hollande (SRC) et 226 membres                                                             | Politique étrangère du Gouvernement |                  | François Fillon       | 8 avril 2008                  | 288      | 227  |
| 23 janvier 2009   |                  | Jean-Marc Ayrault (SRC) Gérard Charasse (app. SRC) et 201 membres                                                          | Politique économique du Gouvernement |                  | François Fillon       | 27 janvier 2009               | 289      | 231  |
| 8 juillet 2009    |                  | Jean-Marc Ayrault (SRC) Gérard Charasse (app. SRC) et 142 membres                                                          | Politique générale du Gouvernement |                  | François Fillon       | 8 juillet 2009                | 289      | 225  |
| XIVe législature  |                  | | |                  |                       |                               |          |      |
| 15 mars 2013      |                  | Christian Jacob (UMP) et 144 membres                                                                                       | Politique économique du Gouvernement |                  | Jean-Marc Ayrault     | 20 mars 2013                  | 287      | 228  |
| XVe législature   |                  | | |                  |                       |                               |          |      |
| 26 juillet 2018   |                  | Christian Jacob (LR) et 90 membres                                                                                         | Dysfonctionnements graves au sommet de l'État (Affaire Benalla) |                  | Édouard Philippe      | 31 juillet 2018               | 289      | 143  |
| 27 juillet 2018   |                  | André Chassaigne (GDR) Jean-Luc Mélenchon (FI) Valérie Rabault (NG) et 59 membres                                          | Dysfonctionnements graves au sommet de l'État (Affaire Benalla) |                  | Édouard Philippe      | 31 juillet 2018               | 289      | 59   |
| 11 décembre 2018  |                  | André Chassaigne (GDR) Olivier Faure (SOC) Jean-Luc Mélenchon (FI) et 59 membres                                           | Politique générale du Gouvernement (Mouvement des Gilets jaunes) |                  | Édouard Philippe      | 13 décembre 2018              | 289      | 70   |
| XVIe législature  |                  | | |                  |                       |                               |          |      |
| 6 juillet 2022    |                  | Mathilde Panot (LFI) Boris Vallaud (SOC) Julien Bayou (ÉCO) Cyrielle Chatelain (ÉCO) André Chassaigne (GDR) et 145 membres | Politique générale du Gouvernement (absence de vote de confiance de la Première ministre)                                                                                 |                  | Élisabeth Borne       | 11 juillet 2022               | 289      | 146  |
| 15 février 2023   |                  | Marine Le Pen (RN) et 87 membres                                                                                           | Politique générale du Gouvernement (Projet de réforme des retraites) |                  | Élisabeth Borne       | 17 février 2023               | 287      | 89   |
| 9 juin 2023       |                  | Mathilde Panot (LFI) Boris Vallaud (SOC) Cyrielle Chatelain (ÉCO) André Chassaigne (GDR) et 145 membres                    | Politique générale du Gouvernement (Absence de vote en séance publique sur la proposition de loi d’abrogation de la réforme des retraites du groupe LIOT)                 |                  | Élisabeth Borne       | 12 juin 2023                  | 289      | 239  |
| 30 janvier 2024   |                  | Mathilde Panot (LFI) Boris Vallaud (SOC) Cyrielle Chatelain (ÉCO) André Chassaigne (GDR) et 146 membres                    | Politique générale du Gouvernement (absence de vote de confiance du Premier ministre)                                                                                     |                  | Gabriel Attal         | 5 février 2024                | 289      | 124  |
| 31 mai 2024       |                  | Mathilde Panot (LFI) André Chassaigne (GDR) et 104 membres                                                                 | Politique économique du Gouvernement (refus du Gouvernement de déposer un projet de loi de finances rectificative pour 2024)                                              |                  | Gabriel Attal         | 3 juin 2024,                  | 289      | 222  |
| 31 mai 2024       |                  | Marine Le Pen (RN) et 87 membres                                                                                           | Politique économique du Gouvernement (refus du Gouvernement de déposer un projet de loi de finances rectificative pour 2024)                                              |                  | Gabriel Attal         | 3 juin 2024,                  | 289      | 89   |
| XVIIe législature |                  | | |                  |                       |                               |          |      |
| 4 octobre 2024    |                  | Boris Vallaud (SOC), Mathilde Panot (LFI), Cyrielle Chatelain (ÉcoS), André Chassaigne (GDR) et 188 membres                | Négation du résultat des dernières élections législatives par le refus de nommer Lucie Castets Première ministre, composition et orientations politiques du gouvernement. |                  | Michel Barnier        | 8 octobre 2024                | 289      | 197  |
| 14 janvier 2025   |                  | Mathilde Panot (LFI) et 57 membres                                                                                         | Politique générale du Gouvernement (absence de vote de confiance du Premier ministre)                                                                                     |                  | François Bayrou       | 16 janvier 2025               | 288      | 131  |
| 17 février 2025   |                  | Boris Vallaud (SOC) et 65 membres                                                                                          | Politique générale du Gouvernement (absence de vote de confiance du Premier ministre)                                                                                     | 19 février 2025  | François Bayrou       | 181                           | 288      |      |
| 30 mai 2025       |                  | Aurélie Trouvé (LFI) et 57 de ses collègues                                                                                | Politique générale du Gouvernement (absence de vote de confiance du Premier ministre)                                                                                     | 4 avril 2025     | François Bayrou       | 116                           | 288      |      |
| 26 juin 2025      |                  | Boris Vallaud (SOC) et 65 de ses collègues                                                                                 | Politique générale du Gouvernement (absence de vote de confiance du Premier ministre)                                                                                     | 1er juillet 2025 | François Bayrou       | 189                           | 288      |      |

#### Censure du5 octobre 1962
La première censure de la Cinquième République est adoptée au cours de la séance du 4 octobre 1962 (en fait au matin du 5). La motion a été déposée le 2 octobre, après l'annonce par de Gaulle le 30 septembre d'un référendum (article 11) pour instituer l'élection du président de la République au suffrage direct. Les circonstances de ce vote sont tout à fait particulières, à la fin de la phase dite algérienne de l'histoire de la Ve République, qui est alors considérée comme une période transitoire vers un régime plus parlementaire. Le vote a lieu au cours de la première législature, à laquelle il met d'ailleurs fin. Les élections législatives de 1958 n'ont pas abouti à une bipolarisation. Le président et le gouvernement Debré ont pu travailler, non sans heurt, avec l'Assemblée, sans y disposer d'une majorité assurée, parce que la priorité commune était de régler le problème algérien. À l'été 1962, il est réglé, et une grande partie des députés souhaite revenir à une pratique plus parlementaire et qu'ils jugent plus normale. Les signes que donne de Gaulle — démission du Premier ministre Debré à la demande du président, nomination à sa place d'un non-parlementaire, Georges Pompidou — sont loin d'aller dans ce sens.
L'annonce du référendum sur l'élection au suffrage universel du président de la République, qui a été précédée par quelques rumeurs au cours de l'été, provoque une émotion considérable[réf. nécessaire]. L'élection au suffrage universel modifierait l'équilibre du régime, renforcerait son caractère plébiscitaire et rappelle les mauvais souvenirs de Louis-Napoléon Bonaparte et du général Boulanger. C'est cependant la procédure, le choix de la révision de la Constitution par l'article 11 et non par l'article 89 qui nécessite l'accord du Parlement, qui fait l'objet de toutes les attaques. La plupart des parlementaires estiment que la procédure est anticonstitutionnelle (en cela ils sont suivis par la plus grande partie de la doctrine, le Conseil d'État, dont l'avis est publié dans la presse après une fuite, le Conseil constitutionnel dont l'avis reste confidentiel, et en privé presque tout l'entourage du président, jusqu'au Premier ministre[réf. nécessaire]). La motion de censure est très clairement dirigée contre le président de la République. La plupart de ses pouvoirs sont soumis à contreseing, ce qui, dans la tradition parlementaire, justifie son irresponsabilité, le ministre qui contresigne endossant l'acte. L'article 11 échappe au contreseing, cependant on ne peut parler de pouvoir propre, l'initiative devant venir soit du Gouvernement, soit du Parlement. En l'espèce, elle est venue, bien que ce soit de pure forme, du Gouvernement, ce qui permet la mise en jeu de sa responsabilité. Le texte de la motion ne laisse cependant aucun doute quant à sa cible, le Gouvernement n'étant mentionné qu'à sa fin : « L'Assemblée nationale […], Considérant qu'en écartant le vote par les deux chambres le Président de la République viole la Constitution dont il est le gardien ; Considérant qu'il ouvre ainsi une brèche par laquelle un aventurier pourrait passer un jour, pour renverser la République et supprimer les libertés ; Considérant que le Président n'a pu agir que sur la proposition du Gouvernement ; Censure le Gouvernement conformément à l'article 49, alinéa 2, de la Constitution. » Sa rédaction n'est pas loin de suggérer l'usage de l'article 68, la mise en accusation du président de la République pour haute trahison, plutôt que la censure du Gouvernement.
La motion est adoptée sans difficulté, le parti gaulliste, l'UNR, étant le seul groupe important à ne pas la voter. De Gaulle est en déplacement le 5 et ne reçoit que le 6 Pompidou venu lui remettre sa démission, comme l'article 50 lui en fait obligation. De Gaulle prend acte de la démission sans l'accepter formellement, et demande au Gouvernement de rester en fonction. La dissolution de l'Assemblée nationale, attendue, est prononcée le 9 octobre. De Gaulle, qui met son maintien en fonction en jeu, remporte sans trop de mal le référendum, le 28 octobre, et très largement les législatives des 18 et 25 novembre. À cette occasion, si la gauche, qui disposait de peu d'élus en 1958 faute de désistement entre socialistes et communistes, se reconstitue, les partis centristes, républicains populaires et indépendants sont laminés et l'UNR occupe presque tout le terrain à droite. Ces législatives, conséquence de la censure du 5 octobre, mettent en place la bipolarisation de la vie politique en France. Le nouveau gouvernement Pompidou n'est nommé qu'après ces législatives.

## Engagement de responsabilité sur un texte (49 alinéa 3)
L'article 49, alinéa 3 de la Constitution permet au Gouvernement, en engageant sa responsabilité, de faire adopter un texte par l'Assemblée nationale. Pour répondre à l'engagement de la responsabilité du Gouvernement, les députés peuvent déposer une motion de censure.
Le vote de la motion ne s'effectue pas à la majorité simple des suffrages exprimés mais à la majorité absolue des inscrits. L'adoption de la motion de censure par les députés a deux conséquences : le Gouvernement est renversé, et le texte sur lequel le Gouvernement a engagé sa responsabilité est rejeté. 
C'est l'une des dispositions les plus connues de la Constitution, souvent citée abusivement sous le vocable d'« article 49.3 », « le quarante-neuf trois ». Cet alinéa illustre une volonté de renverser les rapports entre gouvernements et parlements au profit des premiers : le pouvoir dit exécutif souhaite être moins subordonné au législatif et pouvoir faire adopter les lois nécessaires à sa politique malgré une opposition du Parlement.[réf. nécessaire] Diverses solutions ont été mises en place pour y parvenir. Avec l'article 49 alinéa 3, les gouvernements français de la Ve République ont un outil efficace, souvent vu comme une menace à la démocratie,. L'article lui permet d'une part de contraindre l'adoption d'un texte même si le Parlement se montre réticent sur celui-ci, d'autre part d'accélérer la procédure législative, et notamment de mettre fin à une éventuelle obstruction des parlementaires.[réf. nécessaire]
La rédaction de l'alinéa a été modifiée par la réforme constitutionnelle du 23 juillet 2008. L'objectif est d'encadrer cet article considéré par beaucoup comme anti-démocratique.[réf. nécessaire] Il n'est maintenant utilisable que pour un « projet de loi de finances ou de financement de la sécurité sociale », et seulement une fois par session pour un autre projet ou proposition de loi. D'après un rapport de l'Assemblée nationale, l'alinéa peut être mis en œuvre aussi bien pendant une session ordinaire que pendant une session extraordinaire. En cas de changement de Premier ministre au cours d'une même session, le second disposera de cette faculté même si le premier l'a déjà utilisée. Enfin, la mention « un autre projet ou proposition de loi » signifie qu'elle pourra être utilisée sur plusieurs lectures successives d'un même texte.

### Justifications institutionnelles

#### La primauté du pouvoir exécutif
L'article 20 dispose que « le Gouvernement détermine et conduit la politique de la nation ». Cette conception s'éloigne beaucoup de la définition habituelle d'un pouvoir exécutif chargé de l'exécution des lois. Déterminer et conduire la politique de la nation implique au contraire d'en être le principal auteur, ce que la Constitution consacre aux articles 42 et 48, en contraignant les assemblées à débattre en priorité des projets de loi du . Sans que le texte constitutionnel soit toujours aussi favorable au Gouvernement qu'en France, cette pratique se retrouve dans la plupart des pays européens, où au moins les quatre cinquièmes des lois sont d'origine gouvernementale, et même aux États-Unis, bien que l'exécutif n'y dispose constitutionnellement d'aucune initiative en matière législative. Le rôle du Gouvernement s'étend ainsi bien au-delà du simple pouvoir de faire exécuter les lois, qui le voudrait subordonné au pouvoir législatif. Au contraire, c'est le Parlement qui voit son rôle ramené à la validation des projets du Gouvernement, au point qu'on parle de « chambre d'enregistrement ». Il conserve cependant la faculté de les amender ou de s'y opposer. Mais un gouvernement serait gravement affaibli par le rejet d'un projet important, au point qu'on pourrait y lire la censure de sa politique.

#### La question de confiance en régime parlementaire
Le mécanisme traditionnel de la question de confiance (distinct de celui, plus limité, qui subsiste dans l'alinéa 1 sous la Ve République) force le Parlement à assumer le blocage de la politique du Gouvernement et la quasi-censure qu'implique le rejet d'un projet. Il peut consister simplement pour le Gouvernement à annoncer qu'il démissionnera si son projet n'est pas adopté. Un gouvernement peut le faire informellement, en l'absence de toute disposition organisant cet engagement. C'était le cas par exemple sous la IIIe République. L'opération peut aussi être encadrée par la constitution, en général dans un sens favorable au Gouvernement. En Allemagne, l'article 68 de la Loi fondamentale prévoit que si la motion de confiance, qui peut inclure l'adoption d'un texte, n'est pas adoptée à la majorité absolue, le Chancelier peut demander au Président fédéral la dissolution du Bundestag ou la proclamation de l'état de nécessité législative, qui permet pendant une durée limitée d'adopter les lois avec l'accord de la seule chambre haute, le Bundesrat. Le président est libre d'accepter ou non ces demandes. Dans tous les cas, cette non-adoption ne contraint pas le Gouvernement à la démission. Celle-ci ne peut être obtenue que si le Bundestag vote à la majorité absolue une motion de censure qui désigne en même temps le nouveau chancelier (motion de censure dite constructive, à l'article 67).

### Critiques
L'article 49, alinéa 3 est traditionnellement critiqué par des personnalités politiques dans l’opposition.
En février 2006, François Hollande déclare que « le 49.3 est une brutalité, le 49.3 est un déni de démocratie, le 49.3 est une manière de freiner ou d'empêcher le débat parlementaire »,.
Pour Martine Aubry, l'utilisation du 49 alinéa 3 priverait les Français du « nécessaire débat démocratique ».
Michel Rocard estime que le dispositif n'est légitime que pour les premiers ministres sans majorité, accusant Manuel Valls de « […] brutaliser et intimider sa propre majorité ».
Le 15 décembre 2016, après l'avoir pourtant utilisé, Manuel Valls se dit prêt à supprimer « purement et simplement » cet article « hors texte budgétaire », dont il affirme connaître les « effets pervers ».

### Censure du4 décembre 2024
Le 4 décembre 2024, la motion de censure déposée par la coalition parlementaire Nouveau Front populaire contre le projet de loi de financement de la Sécurité sociale (PLFSS) pour 2025, est adoptée à l'encontre du gouvernement Michel Barnier.

## L'approbation d'une déclaration par le Sénat (49 alinéa 4)
L'alinéa 4 permet au Gouvernement de solliciter l'approbation et donc l'appui du Sénat sur une déclaration de politique générale. Le Premier ministre peut faire une déclaration de politique générale au Sénat, qui est suivie d'un vote. Cependant, il n'y a pas de responsabilité du Gouvernement devant le Sénat. Le texte ne dit pas, comme dans l'alinéa premier, que le Premier ministre engage la responsabilité du gouvernement, simplement qu'il demande l'approbation d'une déclaration. L'article 50 précise bien que le Gouvernement doit démissionner s'il n'obtient pas la confiance de l'Assemblée nationale. Il n'en est pas de même au Sénat. Aussi, la précaution de la délibération en Conseil des ministres avant l'engagement de responsabilité n'existe pas devant le Sénat. Autre différence, il n'est prévu que l'approbation d'une déclaration de politique générale et non du programme du Gouvernement, le Sénat n'est pas censé se prononcer sur l'ensemble du programme du Gouvernement, seulement sur un point particulier.
En pratique, la déclaration au titre de l’article 49.4 est faite le lendemain de la déclaration de politique générale au titre de l’article 49.1.
Certains Premier ministres ont plutôt utilisé l’article 50-1 pour leur déclaration de politique générale au Sénat, bien que selon cet article, la déclaration ne peut porter que sur un « sujet déterminé ».
| Premier ministre      | Mandat      | Nombre d'engagements |
| --------------------- | ----------- | -------------------- |
| Jean-Pierre Raffarin  | 2002 - 2005 | 2                    |
| Dominique de Villepin | 2005 - 2007 | 1                    |
| François Fillon       | 2007 - 2012 | 2                    |
| Jean-Marc Ayrault     | 2012 - 2014 | 0                    |
| Manuel Valls          | 2014 - 2016 | 2                    |
| Bernard Cazeneuve     | 2016 - 2017 | 0                    |
| Édouard Philippe      | 2017 - 2020 | 1                    |
| Jean Castex           | 2020 - 2022 | 0                    |
| Élisabeth Borne       | 2022 - 2024 | 23                   |
| Gabriel Attal         | 2024        | 0                    |
| Michel Barnier        | 2024        | 1                    |

## Dans la presse et la culture populaire

### Dans la presse
Au début des années 2020, l'article 49 alinéa 3, ainsi que la Constitution de la Ve République dans son ensemble et la jurisprudence du Conseil constitutionnel font l'objet d'une attention très soutenue, en France comme à l'étranger[réf. souhaitée], après les tensions sociales et politiques liées au mouvement social contre le projet de réforme des retraites en France de 2023, première réforme de ce type à passer par le biais du 49.3.[réf. nécessaire]

### Humour
L'humoriste Marie Reno consacre une chanson sur le thème du 49.3[pertinence contestée].